# Pocari Sweat
Pocari Sweat (ポカリスエット - pokarisuetto) är en populär japansk läsk och sportdryck, som tillverkas sedan 1980.